# Liste im Sudan vorhandener Dampflokomotiven
Dies ist eine Liste erhaltener Dampflokomotiven auf dem Gebiet von Sudan.

## Lokomotiven mit 42"
| Foto | Nummer oder Name | Bauart / Achsfolge | Hersteller                   | Fabrik-nr. | Baujahr | Historie | Eigentümer / Betreiber / Strecke | Bemerkungen |
| ---- | ---------------- | ------------------ | ---------------------------- | ---------- | ------- | -------- | -------------------------------- | ----------- |
|      | SR No. 4         | 2’B                | Hunslet Engine Co.           | 372        | 1885    |          | Atbara Museum                    | [ 1 ]       |
|      | SR No. 40        | C                  | Hunslet Engine Co.           | 3740       | 1951    |          | Atbara Museum                    | [ 2 ]       |
|      | SR No. ?         | 4w4T               | Clayton Wagons Ltd.          |            | 1928    |          | Desert                           | [ 3 ]       |
|      | SR No. ?         | 2’C1’              | North British Locomotive Co. |            | 1940    |          | Desert                           | [ 4 ]       |
|      | SR No. 268       | 2’C1’              | North British Locomotive Co. | 24848      | 1927    |          | Khartoum Yard                    | [ 5 ]       |
|      | SR No. 537       | 2’D1’              | North British Locomotive Co. |            |         |          | Rabak Shed                       | [ 6 ]       |
|      | SR No. 541       | 2’D1’              | North British Locomotive Co. |            |         |          | Rabak Shed                       | [ 7 ]       |
|      | SR No. 514       | 2’D1’              | North British Locomotive Co. |            |         |          | Rabak-Khana Line                 | [ 8 ]       |
|      | SR No. 245       | 2’C1’              | North British Locomotive Co. |            | 1940    |          | Sennar - Damazeen line, Sudan    | [ 9 ]       |
|      | SR No. 246       | 2’C1’              | North British Locomotive Co. |            | 1940    |          | Sennar Junction                  | [ 10 ]      |
|      | SR No. 256       | 2’C1’              | North British Locomotive Co. |            | 1940    |          | Sennar Junction                  | [ 11 ]      |
|      | SR No. 265       | 2’C1’              | North British Locomotive Co. | 24830      | 1940    |          | Sennar Junction                  | [ 12 ]      |
|      | SR No. 31?       | 1’D1’              | North British Locomotive Co. |            |         |          | Sennar Junction                  | [ 13 ]      |
|      | SR No. 312       | 1’D1’              | North British Locomotive Co. |            |         |          | Sennar Junction                  | [ 14 ]      |
|      | SR No. 313       | 1’D1’              | North British Locomotive Co. |            |         |          | Sennar Junction                  | [ 15 ]      |
|      | SR No. 314       | 1’D1’              | North British Locomotive Co. |            |         |          | Sennar Junction                  | [ 16 ]      |
|      | SR No. 316       | 1’D1’              | North British Locomotive Co. |            |         |          | Sennar Junction                  | [ 17 ]      |
|      | SR No. 326       | 1’D1’              | North British Locomotive Co. |            |         |          | Sennar Junction                  | [ 18 ]      |
|      | SR No. 7 (47)    | C                  | Hunslet Engine Co.           | 3748       | 1951    |          | Sennar Junction                  | [ 19 ]      |